# Cyclotelus polita
Cyclotelus polita är en tvåvingeart som först beskrevs av Krober 1911.  Cyclotelus polita ingår i släktet Cyclotelus och familjen stilettflugor. Inga underarter finns listade i Catalogue of Life.